# 小米平板2
小米平板2是小米科技于2015年11月27日在北京国家会议中心发布的一款平板电脑，提供为Android和Windows 10两个版本。

## 外观
小米平板2采用了全金属外壳，重量为322g，整机较上一代小米平板轻38g，提供了金色、银色和粉色三种颜色的外壳选择。电源数据接口采用了USB Type-C接口，可以做到可以不分正反面插拔。

## 硬件
在硬件方面小米平板2搭载了Intel的Atom X5处理器，除此之外在其他方面与前一代没有重大的不同，同样使用了一块2K分辨率的7.9英寸IPS LCD显示屏，配有2G的运行内存和16G或64G的存储空间，但并不支持MicroSD卡拓展，支持802.11 a/b/g/n/ac无线网络。
另外该机亦支持12V/1A的高通快充2.0，但小米官方并没有对其进行宣传。

## Windows版配置过低
小米平板2的运行内存为2G，而Windows版小米平板2所搭载的Windows 10为64位版本，仅满足了微软公布的64位Windows10最低内存要求，加上集成显卡过弱，故有媒体和通过评测指出其在运行大型游戏时存在卡顿等现象。